# هکتور پیزانا
هکتور پیزانا (انگلیسی: Héctor Pizana؛ زادهٔ ۷ فوریهٔ ۱۹۹۵) بازیکن فوتبال اهل اسپانیا است.
از باشگاه‌هایی که در آن بازی کرده‌است می‌توان به باشگاه فوتبال آلباسته بالومپیه اشاره کرد.